# じぐざぐ (お笑いコンビ)
じぐざぐは、プロダクション人力舎に所属する日本のお笑いコンビ。スクールJCA19期生。

## メンバー
- 阿部 未来（あべ まさき、1988年3月19日（36歳） - ）
  - ツッコミ担当、立ち位置は向かって左。
  - 身長177cm、体重60kg[2]。
  - 埼玉県蕨市出身、 日本大学理工学部物理学科卒[2]。
  - グレーのスーツが舞台衣装。黒縁の太い眼鏡をかけている。
  - 趣味はボウリング、ジグソーパズル、散歩。特技は卓球、ブラックホールについて話せる[2]。
  - 小学校と中学校で一緒だった友達から「芸人やらない?」と誘われ、高校卒業間近になった頃にどこの養成所に行くかという話になり、「クラスの中心じゃないタイプは人力舎が合ってると思う」として、スクールJCA、人力舎を目指すことになる。親からは「大学は出てほしい」と言われたことで（その友人も親から同じことを言われる）、大学へ進学する。しかしその友人は大学2年の時には芸人への熱が冷めてしまうが、阿部は大学の4年間その熱は冷めなかった。ただ、父親には2023年の2月まで芸人をやっていることを内緒にしており、ナイツのラジオ番組の企画で父親に自分が芸人をやっていることを告白した[3]。

- ジャンプ（本名:加藤 英明（かとう ひであき）、1986年8月28日（38歳） - ）
  - ボケ・ネタ作り担当、立ち位置は向かって右。
  - 身長183cm、体重77kg[2]。
  - 埼玉県三郷市出身、埼玉県立浦和高等学校、筑波大学第一学群社会学類卒[2]。
  - 青いジャケットにサングラスというスタイルが舞台衣装。
  - 趣味はドラマ「相棒」の鑑賞、ちょっとした実験。特技はダジャレの量産、ナンバープレイス[2]。
  - 子供の頃は芸人に憧れていたわけでもなく、お笑いにも詳しくなかった。しかし人を笑わせるのが好きで、これが活かせると思いテレビ業界に就職し裏方として働くつもりだったが、面接でボケまくなどしていたら就職活動を半年間続けても結果が出ず、「笑わせたい気持ちが強いなら、裏方じゃなくて芸人の方が向いてるかな」としてお笑い芸人になりたいと思い、400字詰め原稿用紙15枚の決意文を書き親を説得し[4][3]、渋々ながら「とりあえず3年間は様子見よう」と了承してくれた[3]。
  - 『ザ!鉄腕!DASH!!』や『クレイジージャーニー』に出演している日本の生物学者・加藤英明と同姓同名。
  - Xでは毎日1つダジャレネタを投稿している。

## 芸風
ダジャレ・替え歌を多用した漫才を行う。ジャンプが阿部に相談を持ちかけるも、一方的にダジャレを連発し阿部を困惑させる。阿部が観客に向けてエピソードトークを披露するもジャンプが邪魔をするというパターンも存在する。ツカミとしてジャンプが手を叩きながら「楽しい漫才の、はじまりはじまり、夏木マリ！」と発し、阿部が「いい女優さんですよね」と同調する事が多い。なお、このギャグは2020年7月11日放送分の「有田P おもてなす」で夏木マリと共演し、ネタ披露後に公認を得た。漫才の最後はジャンプの「サラバガニでした～」というフレーズで下げる。2023年以降は「◯◯椎名桔平(例：うれ椎名桔平、やかま椎名桔平)」というフレーズを多用している。ネタ作りは、ジャンプがやりたいダジャレを考え、それを阿部に卸して全体の構成や流れを作り上げ形にするという工程でやっている。ジャンプには「自分が納得できるダジャレじゃないとやりたくない」というこだわりがあり、阿部はそれを尊重するのが役割と思ってやっているという。

## 来歴
大学卒業後、プロダクション人力舎の養成所スクールJCAへ19期生としてそれぞれ入学。全く面識はなかったが、ジャンプが阿部を見て「夢に出てきたことがある」と感じ、試しにコンビを組もうと声をかけ結成。その時阿部は「ヤバい奴に指名された」などと思ったという。
最初に作ったネタは阿部が大学時代に研究していたブラックホールを題材にした漫才で、これが校内で高い評価を得たため科学漫才を持ちネタとする。しかし、ネタ作り担当のジャンプは文系のため図書館に足を運ぶ必要があるなど負担が多く、客ウケも今ひとつだった。そこで普段のジャンプを出そうとダジャレを取り入れたところ声のギャップから大ウケし、漫才も自然に出来たため以降ダジャレネタをメインとする。2019年・2023年-2024年のM-1グランプリでは準々決勝へ進出した。

## 賞レース成績

### THE MANZAI
- 2011年 1回戦敗退[7]
- 2012年 1回戦敗退[8]
- 2013年 2回戦進出[9]
- 2014年 1回戦敗退[10]
- 2024年 プレマスターズ出場[11]

### M-1グランプリ
- 2010年 1回戦敗退[12] - JCA在学中。
- 2015年 2回戦進出[1]
- 2016年 2回戦進出[1]
- 2017年 2回戦進出[1]
- 2018年 3回戦進出[1]
- 2019年 準々決勝進出[1]
- 2020年 2回戦進出[1]
- 2021年 2回戦進出[1]
- 2022年 2回戦進出[1]
- 2023年 準々決勝進出[1]
- 2024年 準々決勝進出[1]

### その他
- R-1グランプリ2021　準々決勝進出(ジャンプ)[13]
- R-1グランプリ2022　2回戦進出(ジャンプ)[14]
- おもしろ荘2024 - 決勝進出（志尊淳賞）

## 出演

### テレビ
- 情報満喫バラエティ 週末にしたい10のこと!（日本テレビ、2012年3月24日・4月14日・5月12日・6月9日・9月22日）
- ビートたけしの公開!お笑いオーディション （TBSテレビ、2019年12月28日）
- ヒルナンデス!（日本テレビ、2020年1月13日）
- 有田ジェネレーション（TBSテレビ、2020年1月13日）
- ネタパレ（フジテレビ、2020年2月14日）
- 有田P おもてなす（NHK総合、2020年7月11日）
- 中居正広の金曜日のスマイルたちへ（TBSテレビ、2020年12月25日）
- ダウンタウンDX（日本テレビ、2022年10月13日）
- 笑って年越し！THE 笑晦日 - ぐるナイおもしろ荘 今年も若手にチャンスを!!誰か売れてスペシャル（日本テレビ、2023年12月31日）
- ぐるぐるナインティナイン - (日本テレビ、2024年1月25日)
- チャンスの時間（ABEMA、2024年2月11日）
- 有吉の壁「ゴールデンの壁を越えろ！若手予選会2024」（日本テレビ、2024年6月15日）
- 有吉の壁（日本テレビ、2024年6月19日、7月17日）
- THE MANZAI プレマスターズ（フジテレビ、2024年12月7日）

### ラジオ
- マイナビ Laughter Night（TBSラジオ）、2018年9月21日[15]、2020年2月21日[16]・7月24日[17]、2021年7月2日[18]
- ナイツ ザ・ラジオショー（ニッポン放送）、2022年4月27日